# Sukorame (Binangun)
Sukorame is een bestuurslaag in het regentschap Blitar van de provincie Oost-Java, Indonesië. Sukorame telt 1585 inwoners (volkstelling 2010).